# Samana (Mönch)
Samana (Tamil, m., சமணர், samaṇar, Pali, m., samaṇa, Sanskrit, m., श्रमण, śramaṇa; in der Bedeutung von Asket, Bettelmönch/Wandermönch als „jemand, der sich anstrengt“) bezeichnet heute noch wandernde Bettelmönche und Asketen in Indien.

## Etymologie
Das Wort shramana stammt von der Sanskrit-Wurzel shram, was so viel bedeutet wie „sich anstrengen“, „sich bemühen“. Der Pali-Begriff Samana wird hauptsächlich im buddhistischen Kontext verwendet. Die Bettelmönche und Asketen im Jainismus werden Shramanas genannt. Samanas haben keinen eigenen Besitz und leben von Almosen. Ihr Leben ist bestimmt von Askese, Fasten und Philosophie.

## Geschichte
Im Indien des 7./6. Jahrhunderts v. Chr. begann sich eine regelrechte Shramana-Bewegung zu entwickeln, die sich dem Brahmanentum, der Autorität der Veden sowie dem Kastenwesen widersetzte und die Erlösung vom Kreislauf der Wiedergeburten (moksha) abseits von diesen Institutionen suchte. Zahlreiche Asketen zogen hinaus in die Wälder, um dort zu meditieren und im Zuge ihrer Weltentsagung aus eigener Kraft die Befreiung aus dem Samsara zu erlangen. Auf diese Weise bildeten sich Gruppierungen mit einer teilweise beachtlichen Anhängerschaft, die ihre Lehren als aufklärerischen Gegenentwurf zum etablierten Brahmanismus verstanden, und aus denen sich auch der Buddhismus und der Jainismus entwickelten. Diese beiden Gemeinschaften sind die einzigen bis zum heutigen Tage übrig gebliebenen Vertreter dieser indischen Tradition. Während jedoch Buddha Siddhartha Gautama den „Mittleren Weg“ (madhyama pratipad) der extremen Askese vorzog, gehört diese zum jainistischen Weg dazu (z. B. das bewusste Aushalten von Schmerzen).

## Sramana und die Ursprünge des Buddhismus
Schmidt-Leukel (2022, 2006/2016) führt die Entstehung des Buddhismus in das 5. Jahrhundert v. Chr., aus einen Teil der verschiedenen Asketen-Bewegungen zurück. In der Vorstellung des Brahmanismus wie sie in den vedischen Lehren niedergelegt wurden, gebe es vier Lebensziele  (Purusharthas):
- das Erlernen des dharmas, um gemäß dieser (kosmologischen) Ordnung sein Leben auszurichten,
- den Wohlstand, artha, als das Streben nach Wohlergehen, Macht, Einfluss im Beruf und der sozialen Umgebung,
- den Genuss, Verlangen  kama, sinnlich, erotische Freuden.
- die Erlösung, Befreiung Moksha, dem Ausbrechen aus dem beständigen Kreislauf der Wiedergeburten.

Die Asketen-Bewegungen die sich auf die vedischen Traditionen beriefen unterschieden sich aber voneinander. So sahen die Jainas die Befreiung in einem „Erlangen eines allwissenden, glückseligen und ewigen Zustandes“, die Buddhisten als das „Verlöschen (nirvāṇa) allen Leids“.
Die Teilnehmer der brahmanischen Entsagung werden saṃnyāsin genannt, die nicht-brahmanischen Entsagenden eben śramaṇa.

## Trivia
- In Hermann Hesses Erzählung Siddhartha schließt sich Siddhartha einer Gruppe von Samanas an und zieht mit ihnen durchs Land.
- Der Begriff Schamane hat sich aus „shramana“ bzw. „samana“ entwickelt.